# Entre Campos (metrostation)
Entre Campos  is een metrostation aan de Gele lijn van de Metro van Lissabon. Het station is geopend op 29 december 1959.
Het is gelegen aan de Avenida da República naast de Praça dos Heróis da Guerra Peninsular.

## Geschiedenis
Op 15 juli 1973 zijn de perrons verlengd.
Het metrostation is in 1993 vernieuwd en het noordelijk deel van het station en perrons zijn op 31 augustus van dat jaar heropend en het zuidelijk deel op 11 december 1993.